# Trigone submandibulaire latéral
Le trigone submandibulaire latéral est une zone du trigone submandibulaire de la région cervicale antérieure.

## Description
Le bord supérieur du trigone submandibulaire latéral est formé par le bord inférieur de la mandibule et une ligne entre l'angle de la mandibule et le processus mastoïdien.
En dessous, il est limité par le ventre postérieur du muscle digastrique et en avant par son ventre antérieur.
Sa face superficielle est recouverte par les téguments et le muscle platysma et ses fascias.
Sa face profonde est formée par le muscle mylo-hyoïdien en avant et le muscle hyo-glosse en arrière.

## Contenu
Dans la partie antérieure du trigone submandibulaire latéral, on trouve la glande sous-maxillaire, la veine faciale antérieure et l'artère faciale et ses branches incrustées dans la glande salivaire. Sous la glande, à la surface du muscle mylo-hyoïdien, se trouvent l'artère submentonnière et l'artère et le nerf du muscle mylo-hyoïdien.
Sa partie postérieure contient l'artère carotide externe, elle est croisée par le nerf facial et donne les artères auriculaire postérieure, temporale superficielle et maxillaire. Plus profondément se trouve l'artère carotide interne, la veine jugulaire interne, le nerf vague et le nerf hypoglosse.
Le triangle de Béclard se trouve dans cette zone.

## Galerie

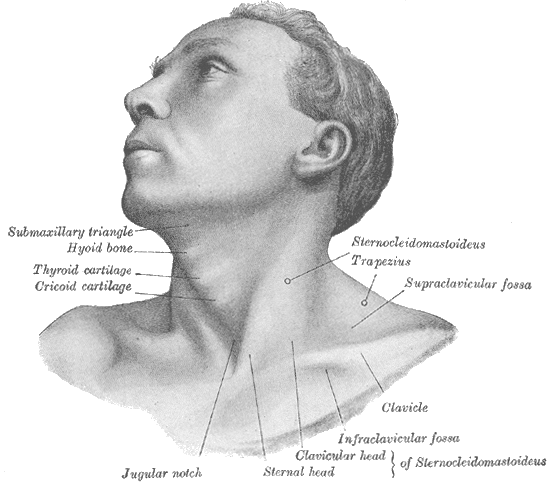
Vue antéro-latérale de la tête et du cou.
Les triangles du cou.